# Pecos megye
Pecos megye az Amerikai Egyesült Államokban, azon belül Texas államban található. Megyeszékhelye és legnagyobb városa Fort Stockton. Lakosainak száma 15 193 fő (2020. április 1.). Pecos megye Crane, Reeves, Ward, Crockett, Terrell, Brewster és Jeff Davis megyékkel határos.

## Népesség
A megye népességének változása:
| Lakosok száma | 15 538 | 15 636 | 15 589 | 15 697 | 16 203 | 15 193 |
|               | 2010   | 2011   | 2012   | 2013   | 2015   | 2020   |